# 那珂川

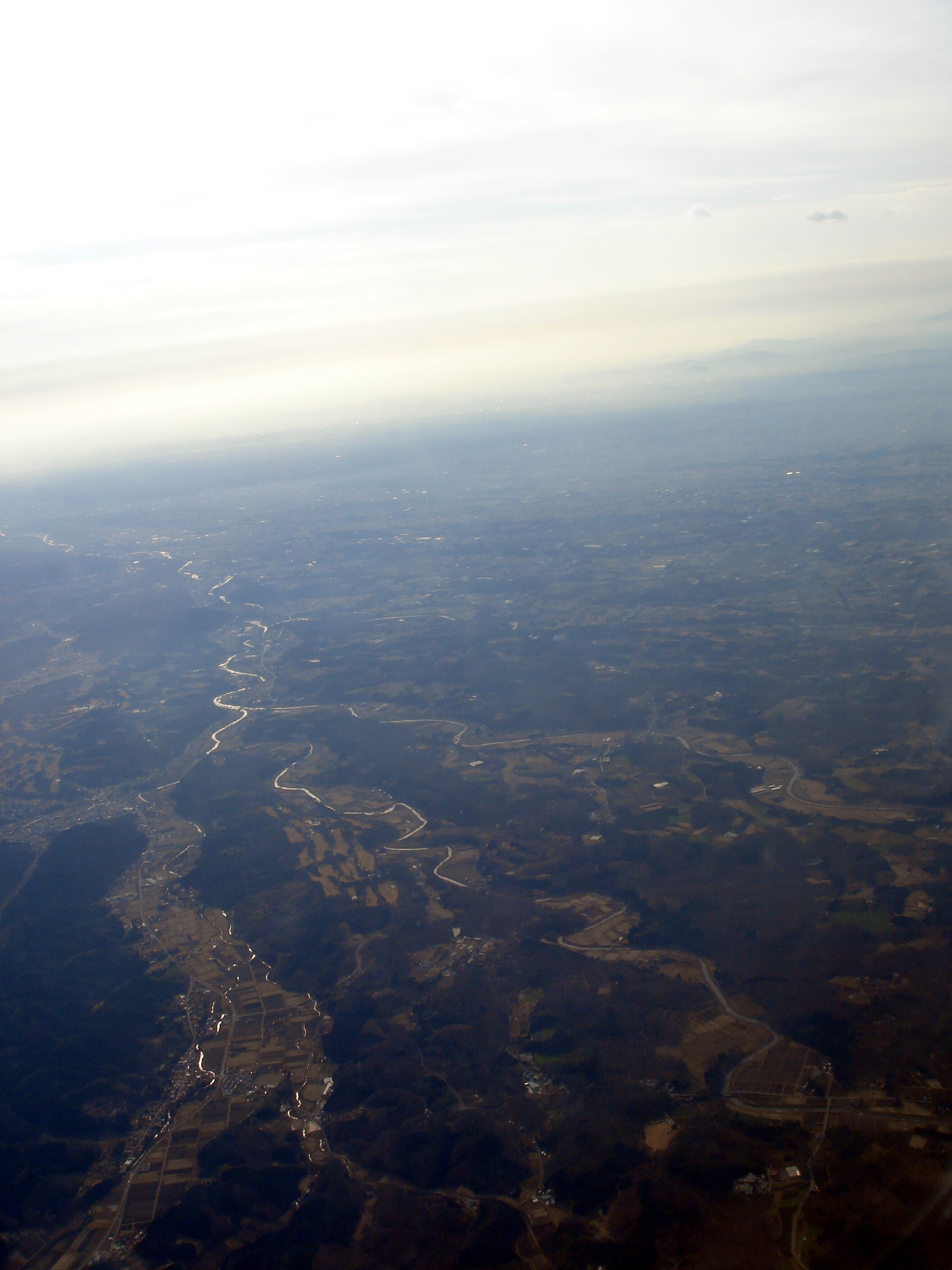
那須野が原と那珂川及びその支流

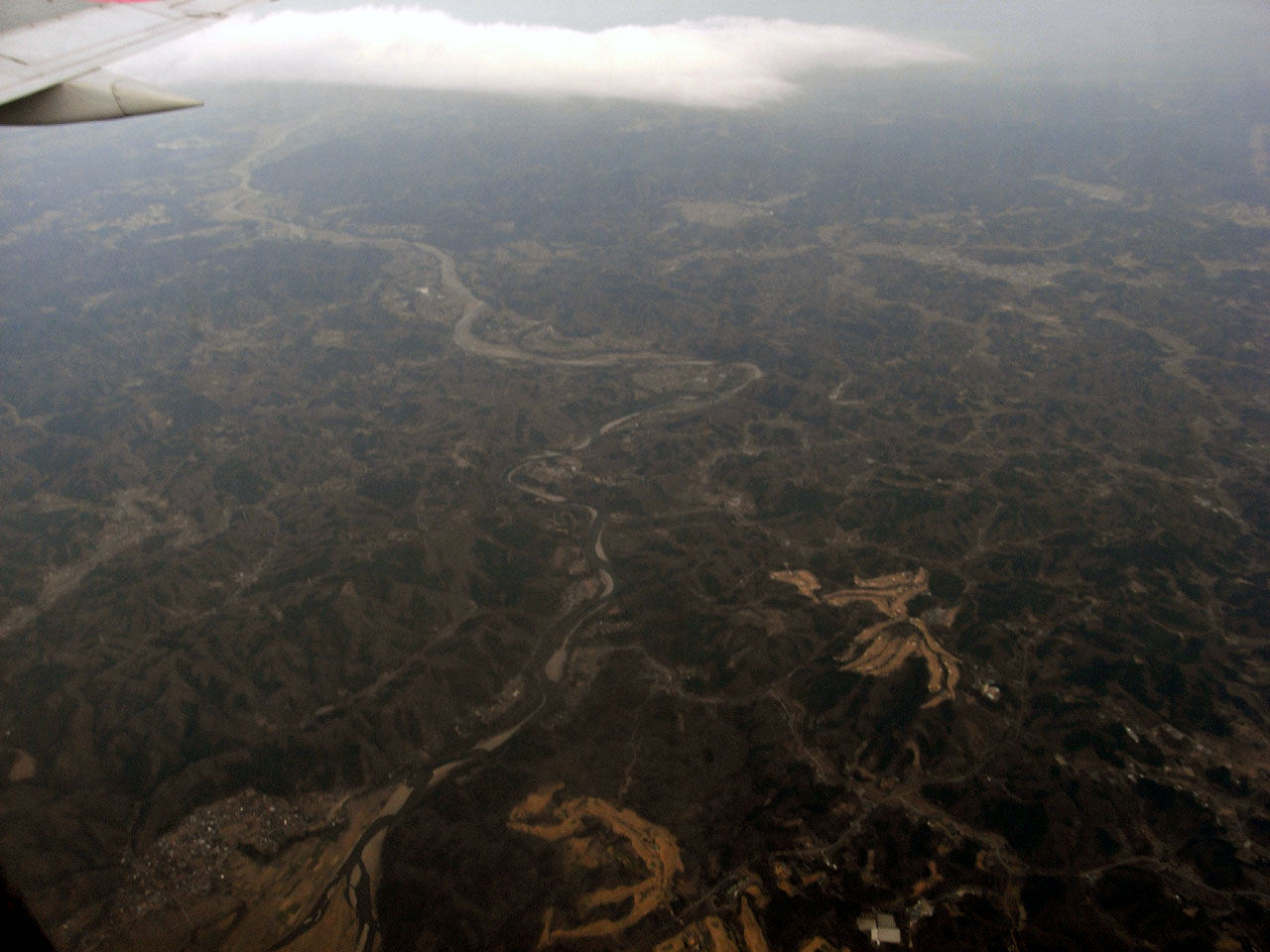
写真下箒川が那珂川に合流し八溝山地鷲子（とりのこ）山塊と鶏足山塊の間を東折する。

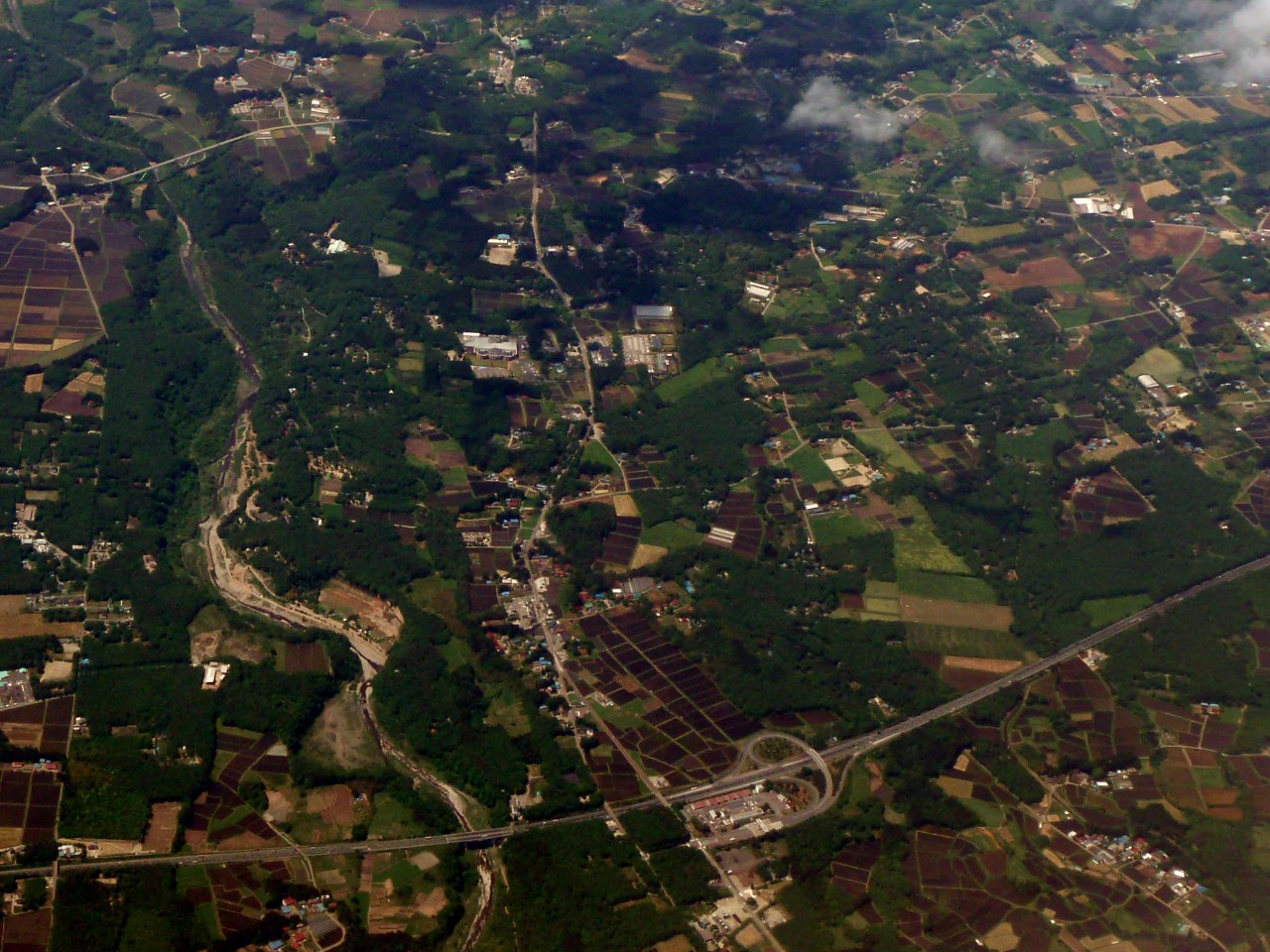
那珂川を渡る東北自動車道と那須インターチェンジ。

那珂川（なかがわ）は、栃木県と茨城県を流れる河川。
一級水系那珂川の本流である。栃木県那須郡那須町の那須岳山麓を源とし、栃木県の東部を南に流れた後、芳賀郡茂木町で東に向きを変え、茨城県を南東に流れてひたちなか市と東茨城郡大洗町の境界部で太平洋に注ぐ。

## 概要
関東地方第3の大河である。関東随一の清流として知られる。上流部は日光国立公園に指定されており、中流域は那珂川県立自然公園に指定されている。江戸時代にはサケが遡上する河川として知られ、那珂川で捕れたサケは水戸藩への献上品とされていた。初夏には栃木県から茨城県にかけての中流部及びその支流に、アユを捕獲するための多数の観光やなが設置され、捕れたてのアユの塩焼きを楽しむ観光客で賑わうほか、天然アユを含め放流アユの友釣りも行われる。栃木県大田原市佐良土（さらど）の那珂川河畔には栃木県水産試験場があり、淡水魚の研究が行われているほか、淡水魚の水族館としては国内有数の栃木県なかがわ水遊園が併設されている。河口付近の那珂湊漁港には観光スポットの那珂湊おさかな市場がある。支流の涸沼はニシンの南限としても知られる。

### 名称の由来
『常陸国風土記』には「粟河」（あわがわ、上流に阿波郷（現城里町、旧桂村）があるため名付けられる）、『万葉集』には「中」と詠まれていた。
「ナカ」の語源については諸説がある。
- 常陸国の真ん中を意味する。
- 茨城郡と久慈郡の中間に由来する。
- 那珂郷（現常陸大宮市・旧緒川村那賀）が那賀国造一族の最初の拠点であったから。
- 「野処」（ヌカ）が訛ったものである。
- 晡時臥山（くれふしのやま、現朝房山）の伝説に出てくる蛇（ナガムシ）の信仰に由来する。

## 地理
栃木県那須郡那須町の那須岳山麓を源流とし、南東から南向きに流れる。同県茂木町で東折し、茨城県常陸大宮市を経て水戸市を流れ、ひたちなか市と東茨城郡大洗町との境で太平洋に注ぐ。
支流を含め那珂川水系上流部は那須火山帯の南端部にあたり、那珂川水系流域には板室温泉や那須温泉郷、塩原温泉郷など数多くの温泉が点在する。また那珂川上流部は那須野が原北端部で渓谷を成し、JR東北本線黒磯駅の北側で栃木県道55号西那須野那須線（旧国道4号）晩翠橋を過ぎ、那須高原の降雨を集めながら徐々に川幅を広げる。大田原市を経て那須郡那珂川町との境界部で箒川を合わせ、那須烏山市付近から両岸に再び山が迫り、蛇行しながら荒川を合わせる。
芳賀郡茂木町大瀬付近で東向きに流路を変え、逆川を合わせると間もなく国道123号の新那珂川橋付近に至り茨城県に入る。この付近は「北関東の嵐山」と呼ばれる御前山であり、景観の優れた地域である。
茨城県に入って流れを南東向きに変え、御前山大橋を越えると緒川と合流、小場江頭首工を過ぎると再度南下し東茨城郡城里町と那珂市の間を流れ、藤井川を合流した辺りで水戸市に入る。国田大橋を過ぎ田野川を合わせると河流は東に向きを変え、水戸市北部の低地を流れる。
国道118号・千歳橋、国道349号・新万代橋、水府橋を過ぎ、水戸市とひたちなか市の間を流れるようになると中州が無くなり、下流部の河川の体になる。国道6号・水戸大橋付近で桜川を合わせ東進、那珂湊付近で中丸川と合わせ、大洗付近で涸沼川を合わせると直ぐに北太平洋（鹿島灘・那珂湊漁港）へと注ぐ。
那珂川流域は古来より穀倉地帯であり、水戸市以外に関してはあまり都市化されておらず、水田が多い。水系には汽水湖である涸沼や千波湖などの天然湖が存在する。御前山から水戸市にかけては河岸段丘が発達している。

## 那珂川開発史
那珂川流域は古来より穀倉地帯で、多くの人間が住んでいた。常陸国は又の名を「常世の国」と呼ばれ、『常陸国風土記』においてもその豊穣ぶりがうかがえる。

### 水戸藩の河川開発
那珂川の利水が本格的に開発されたのは江戸時代のことである。1590年（天正18年）佐竹義宣は常陸全域を平定し、豊臣秀吉より常陸一国54万石を安堵された。義宣は水戸城を本拠に据え、領国経営を図ったが関ヶ原の戦いにおいて首鼠両端を持したために（義宣は西軍石田方に加担したかったが、父・佐竹義重が東軍徳川方への加担を強硬に主張し、西軍上杉氏と密約を結んでいたにも拘らず徳川軍に家臣を派遣）1602年（慶長7年）出羽久保田（後の秋田市）に減転封となった。
徳川家康は水戸を対伊達政宗の要衝として重要視し、5男武田信吉、10男徳川頼宣、11男徳川頼房を相次いで水戸藩主に据えて仙道筋の防衛を担わせた。このため水戸は急速に城下町が発展するが、城下は千波湖が現在の2倍の大きさで水害の被害を受けやすかった。このため家康は関東郡代・伊奈忠次に命じて洪水調節とかんがいを目的とした用水路の建設を命じた。これが備前堀で1610年（慶長15年）に完成し、功績を称え伊奈備前守忠次の名を冠した。総延長10kmの用水路で、これにより那珂川南岸のかんがいを図ることができるようになった。
一方、那珂川北岸の那珂郡は河岸段丘上の水不足が慢性化しており、この地域のかんがいも課題となっていた。1656年（明暦2年）頼房は、永田茂右衛門に対し那珂川北岸に用水路の開削を命じた。茂右衛門は那珂郡下江戸（現・那珂市下江戸）において那珂川から取水、現在のひたちなか市武田に至る延長約30kmの用水路を建設した。これが小場江用水路であり、現在は常陸大宮市三美にある小場江頭首工から取水しているが、完成後350年を経過した現在でも地域の重要な農業用水源として利用されている。
水戸藩第三代藩主・徳川綱条の代には涸沼と北浦を結ぶ運河の整備が計画された。水戸と江戸を結ぶ流通を発展させることを目的に、鹿島灘を迂回せずに直接北浦から利根川を経て江戸に物資を輸送させることで、財政難にあえぐ水戸藩の財政を好転させることを目的としていた。綱条は浪人である松浪勘十郎を登用し、支出削減と年貢増徴による収入増加を図ると共に、「勘十郎堀」と呼ばれる運河を涸沼と北浦の間に建設し、流通航路確保を図ろうとした。この事業は1706年（宝永6年）に着手されたが、農民の負担が余りにも大きかった勘十郎の政策はたちまち大規模な百姓一揆を誘発し事業は頓挫。1709年（宝永9年）に責任を取らされた勘十郎は水戸藩を追放された。

### 那須疏水事業
那珂川上流部、栃木県の那須野ヶ原は那須岳、大佐飛山地、高原山より流れ出る複数の河川（那珂川、熊川、蛇尾川、箒川）によって国内最大級の複合扇状地が形成されている。その面積はおよそ4万haにのぼるが河水はそのほとんどが伏流水として地下に潜る。このため流域の住民は厳しい水供給を余儀なくされていた。実話として、那須野ヶ原より約4km離れている箒川まで水桶を抱えて水を確保しに往復していたという話もある。『手にすくう水もなし』と例えられるほど慢性的な水不足に悩まされた那須野の住民にとって安定した水供給は悲願であったが、大田原藩や黒羽藩などの那須地域の諸藩が、城下の水を確保するために掘削した小規模な蟇沼用水や木ノ俣用水が細々と水脈を保っていた以外に水利はなく、明治に入るまで那須野ヶ原は原野のまま存置されてきた。
明治時代、那須野ヶ原の本格的な開拓が行われたが水供給の問題は尾を引いていた。栃木県の初代県令は鍋島幹であったが彼は那須と東京を運河で結ぶ「大運河構想」を練っていた。この構想は壮大すぎ実現には至らなかったが、これにヒントを得た那須野ヶ原の灌漑整備構想がもたれるようになった。那須地方の実業家であった印南丈作と矢板武は、那珂川から用水を引き那須野ヶ原の灌漑用水に利用しようとする構想を打ち立てた。事業計画は容易に進まなかったが、栃木県令・三島通庸の強力な後援もあって内務省による正式な事業となり1885年（明治18年）9月、住民の宿願である那須疏水事業が着手された。
那珂川上流の西岩崎地点に頭首工（西岩崎頭首工）を建設し、そこから農業用水を台地に送水するというものであったこの疏水は、安積疏水（福島県）を掘削した熟練の技術工員により工事が進められ、幹線水路約16.3kmが着工から僅か5か月という極めて早いペースで完成した。翌年からは支線水路約46.5kmが建設され、長年水不足に悩まされた那須野ヶ原に遂に安定した水供給が図られた。事業費は当時の予算で10万円であるが、この事業費は当時の内務省土木局の年間予算の10分の1にあたり、いかに巨大なプロジェクトであったかが分かる。1905年（明治38年）と1928年（昭和3年）にも拡張事業が行われ、総延長約332.9kmの水路網によって約4,000haの開墾が可能となった。この那須疏水は安積疏水（福島県）、琵琶湖疏水（京都府）とともに「日本三大疏水」と称えられている。

### 水害と治水事業
治水に関しては元来河岸段丘上に集落が形成されていたこともあり、目立った治水事業は行われていなかった。だが、明治以降次第に人口が増加し低地にも人が住むようになったことから、水害による被害が顕在化した。那珂川の場合は水源である那須高原において豪雨が降ると、栃木県における那珂川流域の洪水が一気に下流の水戸市付近に押し寄せることから水戸市の那珂川流域は水害常襲地帯であった。
1940年（昭和15年）9月豪雨を機に内務省は那珂川を直轄管理とし、堤防整備を中心とした河川整備を行った。戦後は1947年（昭和22年）に大水害が発生。これ以降那珂川水系の治水事業が本格化し始めた。1965年（昭和40年）には那珂川水系が河川法改正に伴って一級水系に指定、現在では箒川合流点から河口までの区間は直轄管理区間となった。同時期には栃木県・茨城県により洪水調節を主目的とした補助多目的ダムが主要支川である箒川・荒川・藤井川等に計画され、西荒川ダムを皮切りに塩原ダム・藤井川ダム・東荒川ダム・飯田ダムが建設された。
だが、その後も洪水は起こり、特に1986年（昭和61年）8月の「昭和61年8月豪雨」と1998年（平成10年）8月の「平成10年8月末豪雨」は那珂川流域に甚大な被害を与えた。「昭和61年8月豪雨」は茨城県内の河川がことごとく氾濫したが、那珂川水系でも主要河川が氾濫。満潮とも重なり那珂川の河水が支流の河川に逆流して各所で堤防を越水、3,580戸が浸水する過去最悪の水害となった。
建設省（現・国土交通省関東地方整備局）は1988年（昭和63年）より激甚災害法に基づく『那珂川災害緊急改修事業』を行い無堤地の解消と支流における河水逆流防止のための水門整備を行った。さらに1998年（平成10年）からは「直轄河川災害復旧等関連緊急事業制度」の制定に伴い那珂川下流が事業指定され、堤防整備の他大場遊水池・御前山遊水池の整備、洪水時に流下阻害の要因となるJR東日本・水郡線那珂川橋梁の架け替えるなどの工事を現在実施中である。
茨城県も1988年より「藤井川ダム再開発事業」に着手、ダム湖を掘削して貯水容量を増大させることで洪水時の貯水容量を確保し、洪水調節機能を強化させた。但しダム建設に関しては、公共事業見直しの機運が那珂川水系にも押し寄せ、「緒川ダム建設事業」（緒川）や「大谷原川ダム建設事業」（大谷原川）が中止となっている。特に緒川ダム建設事業に関しては住民の反対が激しく、水源地域対策特別措置法（水特法）に指定されるほど事業が難航した結果の中止となっている。栃木県では県営の小規模生活貯水池事業であった「大室川ダム建設事業」が2006年の財務省予算案で計上が見送られ、事業中止の方向性が示されている。

### 利水と発電
1885年（明治18年）に完成した那須疏水はその後更に水路網が拡張され、那須疏水よりも古く小規模な用水路であり蛇尾川を水源とする蟇沼（ひきぬま）用水、木の俣川を水源とする木ノ俣用水が導水され更なる施設整備が実施された。だが水路の老朽化や施設の合理化が求められるようになり、1967年（昭和42年）より農林省（現・農林水産省）によって『国営那須野ヶ原開拓建設事業』が着手され、1994年（平成6年）まで27年の歳月を掛けて整備が行われた。この事業により那須疏水の水源を充実させるために那珂川本川に深山ダムと板室ダムが建設され1973年（昭和48年）に完成、西岩崎頭首工も整備され水供給が強化された。那須疏水・蟇沼用水・木ノ俣用水の3用水が改修・統合され、より合理的な用水整備が実施された。
一方茨城県内においては小場江用水路の整備によって那珂川左岸部の台地は灌漑用水供給が整備され、水戸市南部の台地についても渡里用水路が建設されてかんがいが可能となった。だが残る那珂川右岸部（水戸市北西部・東茨城郡北部・西茨城郡東部）については小河川しかない状況で慢性的な水不足が続いていた。藤井川ダム等による既得農地への用水補給が実施されたが十分ではなく、農林水産省関東農政局は茨城県との共同事業として1987年（昭和62年）より『国営那珂川沿岸土地改良事業』による那珂川右岸地域への農業用水供給を図り、この水源として現在御前山ダムの建設を行っている。だが事業進捗はダム岩盤の予想以上の脆弱（ぜいじゃく）さから、当初予測の2008年（平成20年）完成予定を大幅に遅延している。
水道事業に関しては水戸市の上水道が那珂川に依存しているが、渇水時には海水が上昇し塩害を起こす可能性もあり、不安定であった。このため治水ダムであった藤井川ダムを1977年（昭和52年）に多目的ダム化して上水道の供給を図ったが、1985年（昭和60年）には楮川ダムを建設し貯水池を設け安定した水供給を行った。栃木県内では東北新幹線の開通による流域の人口増加に対応するべく、深山ダムや東荒川ダム、寺山ダムによる上水道水源整備が図られた。
水力発電に関しては、那珂川最上流部において電源開発が沼原発電所の建設を1967年より計画した。これは同時期に建設されていた深山ダムを下池に、沼原ダムを上池として純揚水発電を行い、67万kWの電力を発生しようというものであった。沼原発電所は1973年に完成したが今度は東京電力による揚水発電計画が蛇尾川で1980年（昭和55年）より着手され、認可出力90万kWの塩原発電所が完成した。塩原発電所の下池を形成する蛇尾川ダムは那珂川水系で最も堤高が高く、上池の八汐ダムはアスファルトフェイシングフィルダムとして世界一の堤高を誇るダムとなった。一方茨城県内においては河川勾配が緩く、水量も少ない事から水力発電には不適であり水力発電所は建設されていない。

### 水質汚濁への対策（千波湖・霞ヶ浦）
水戸市は長年下水道の普及・整備が遅れ、47都道府県で最も遅れている部類に入っていた。この為下水はそのまま市内の中小河川に流入し、これが原因による深刻な水質汚濁が進んでいた。特に千波湖や桜川は上流部に団地が整備され人口密度が高くなったことで付近を水源とする支流の沢渡川や逆川の汚染が激化、汚水はそのまま流入し悪臭とヘドロを伴う河川となった。
こうした水質汚濁の進行防止と水質浄化を図る為、関東でも屈指の清流といわれる那珂川から浄水を導入した水質改善を水戸市は計画し、渡里用水を介した導水による浄化対策である「千波湖浄化事業」を1986年（昭和61年）より開始した。他方、1976年（昭和51年）より建設省は土浦市・石岡市など流域下水道整備の遅れに因り、やはり深刻な水質汚濁の進む霞ヶ浦の水質浄化と首都圏への上水道・工業用水道の供給を図る為「霞ヶ浦導水事業」を着手、那珂川の水をトンネルを通して霞ヶ浦へ導水し水質浄化と水需要の確保を目指した。同時に建設省は千波湖と直轄管理区間である千波大橋より下流の桜川の水質を環境基準以下に抑制すべく、霞ヶ浦導水事業の目的に千波湖・桜川浄化を加え、那珂川から桜排水機場を介して浄水を桜川に放流し水質改善を図っている。
こうした水質浄化事業によって次第に桜川や千波湖の水質は改善が図られるようになり、悪臭も次第に減少していった。那珂川本川については高いレベルでの水質が維持されており、夏には御前山や千代橋など那珂川中流部で泳ぐ人が多い。しかし比較的流れの速い河川であり毎年水難事故に遭う河川利用者が後を絶たない。一方、栃木県では那須疏水に近年家電製品などの粗大ゴミを投棄する事例が増加している。これは家電リサイクル法の施行に伴い、廃棄に困ったすえ用水に投棄しており、管理する那須野ヶ原土地改良区は頭を悩ませている。

## 七千山水源の森
三倉山南麓周辺に広がる森林で、七千山水源の森として水源の森百選に選定されている。
| 山岳   | 面積(ha) | 標高(m)     | 人工林(%) | 天然林(%) | 主な樹種                   | 制限林                                         | 種類                               |
| ------ | -------- | ----------- | --------- | --------- | -------------------------- | ---------------------------------------------- | ---------------------------------- |
| 三倉山 | 1,196    | 800 - 1,900 | 0         | 100       | ブナ・ミズナラ・ダケカンバ | 水源かん養保安林、自然環境保全地域、保健保安林 | 流水（那珂川）ダム貯水（深山ダム） |

那須連山東部の樹齢100年以上の広葉樹林の原生林であり、多様な動植物が生息する。
所在地：栃木県黒磯市百村字深山（データは選定年1995年〈平成7年〉7月）

## 那珂川水系の主要河川
- 余笹川 - 1998年8月の台風4号による豪雨では、余笹川流域の民家が流され死者が出るなど、大きな被害が発生した。
- 箒川 - 蛇尾川
- 荒川 - 東荒川・西荒川
- 逆川
- 緒川
- 藤井川
- 桜川 - 水戸市と笠間市の境の山麓に源を発し、那珂川に流入する延長12.97キロメートル、流域面積71.7平方キロメートルの一級河川。支流に狭間川、沢渡川、逆川、下流の水戸市街地に千波湖がある[4]。
- 涸沼川 - 涸沼・涸沼前川・飯田川

## 那珂川水系の河川施設
那珂川水系においては、支流における河川施設が多い。この中で特筆すべきは揚水発電所が2箇所稼動していることである。包蔵水力はそれ程大きくないが、発電量は多い。治水に関しては堤防の整備と補助多目的ダムが主である。利水においてはかんがい用の設備のほか、市営（水戸市）の水道専用ダムが存在する。

### 河川施設一覧
| 一次 支川 （本川） | 二次 支川  | 三次 支川                   | ダム名                            | 堤高 (m) | 総貯水 容量 （千m3） | 型式         | 事業者       | 備考       |
| ------------------ | ---------- | --------------------------- | --------------------------------- | -------- | -------------------- | ------------ | ------------ | ---------- |
| 那珂川             | -          | -                           | 深山ダム                          | 75.5     | 25,800               | ロックフィル | 栃木県       | 農林省施工 |
| 那珂川             | -          | -                           | 板室ダム                          | 16.8     | 260                  | 重力式       | 栃木県       | 農林省施工 |
| 那珂川             | -          | -                           | 西岩崎頭首工                      | -        | -                    | 可動堰       | 土地改良区   | 農林省施工 |
| 那珂川             | -          | -                           | 御前山遊水池                      | -        | -                    | 遊水池       | 国土交通省   | 計画中     |
| 那珂川             | -          | -                           | 小場江頭首工                      | -        | -                    | 可動堰       | 土地改良区   |            |
| 那珂川             | -          | -                           | 大場遊水池                        | -        | -                    | 遊水池       | 国土交通省   | 計画中     |
| （河道外）         | -          | -                           | 沼原ダム                          | 38.0     | 4,336                | ロックフィル | 電源開発     |            |
| 黒川               | 大沢川     | -                           | 黒森ダム                          | 20.2     | 530                  | アース       | 福島県       |            |
| 黒川               | 板敷川     | -                           | 矢の目ダム                        | 29.0     | 1,070                | アース       | 栃木県       |            |
| 黒川               | （河道外） | -                           | 千振ダム                          | 23.0     | 355                  | アース       | 栃木県       |            |
| 箒川               | -          | -                           | 箒川ダム                          | 11.1     | -                    | 重力式       | 東京電力     | 小堰堤     |
| 箒川               | -          | -                           | 塩原ダム                          | 60.0     | 8,760                | 重力式       | 栃木県       |            |
| 箒川               | 蛇尾川     | 小蛇尾川                    | 蛇尾川ダム                        | 104.0    | 11,800               | 重力式       | 東京電力     |            |
| 箒川               | 蛇尾川     | 鍋有沢川                    | 八汐ダム                          | 90.5     | 13,200               | ロックフィル | 東京電力     |            |
| 荒川               | -          | -                           | 東荒川ダム                        | 70.0     | 5,950                | 重力式       | 栃木県       |            |
| 荒川               | 西荒川     | -                           | 西荒川ダム                        | 43.5     | 4,300                | 重力式       | 栃木県       |            |
| 荒川               | 内川       | 宮川                        | 寺山ダム                          | 62.2     | 2,550                | ロックフィル | 栃木県       |            |
| 荒川               | 内川       | 宮川（三次） 簗目川（四次） | 塩田ダム （四次支流簗目川のダム） | 26.1     | 450                  | ロックフィル | 栃木県       |            |
| 大室川             | -          | -                           | 大室川ダム                        | 38.5     | -                    | 重力式       | 栃木県       | 中止検討中 |
| 相川               | -          | -                           | 御前山ダム                        | 52.0     | 7,200                | ロックフィル | 農林水産省   | 建設中     |
| 江川               | -          | -                           | 江川水門                          | -        | -                    | 水門         | 国土交通省   |            |
| 藤井川             | -          | -                           | 藤井川ダム                        | 37.5     | 4,000                | 重力式       | 茨城県       |            |
| 藤井川             | 西田川     | -                           | 西田川水門                        | -        | -                    | 水門         | 国土交通省   |            |
| 田野川             | 楮川       | -                           | 楮川ダム                          | 35.0     | 1,970                | 重力式       | 水戸市水道部 |            |
| 涸沼川             | 飯田川     | -                           | 飯田ダム                          | 33.0     | 2,600                | 重力式       | 茨城県       |            |
| 涸沼川             | 涸沼前川   | -                           | 三野輪ダム                        | 16.0     | 342                  | アース       | 茨城県       |            |

（注）：黄欄は建設中もしくは計画中のダム（2006年現在）。

### 用水路・導水路
| 用水路名     | 所在地 | 管理者     |
| ------------ | ------ | ---------- |
| 那須疏水     | 栃木県 | 栃木県     |
| 小場江用水路 | 茨城県 | 土地改良区 |
| 渡里用水     | 茨城県 | 土地改良区 |
| 霞ヶ浦導水   | 茨城県 | 国土交通省 |

### 那珂川水系のダム

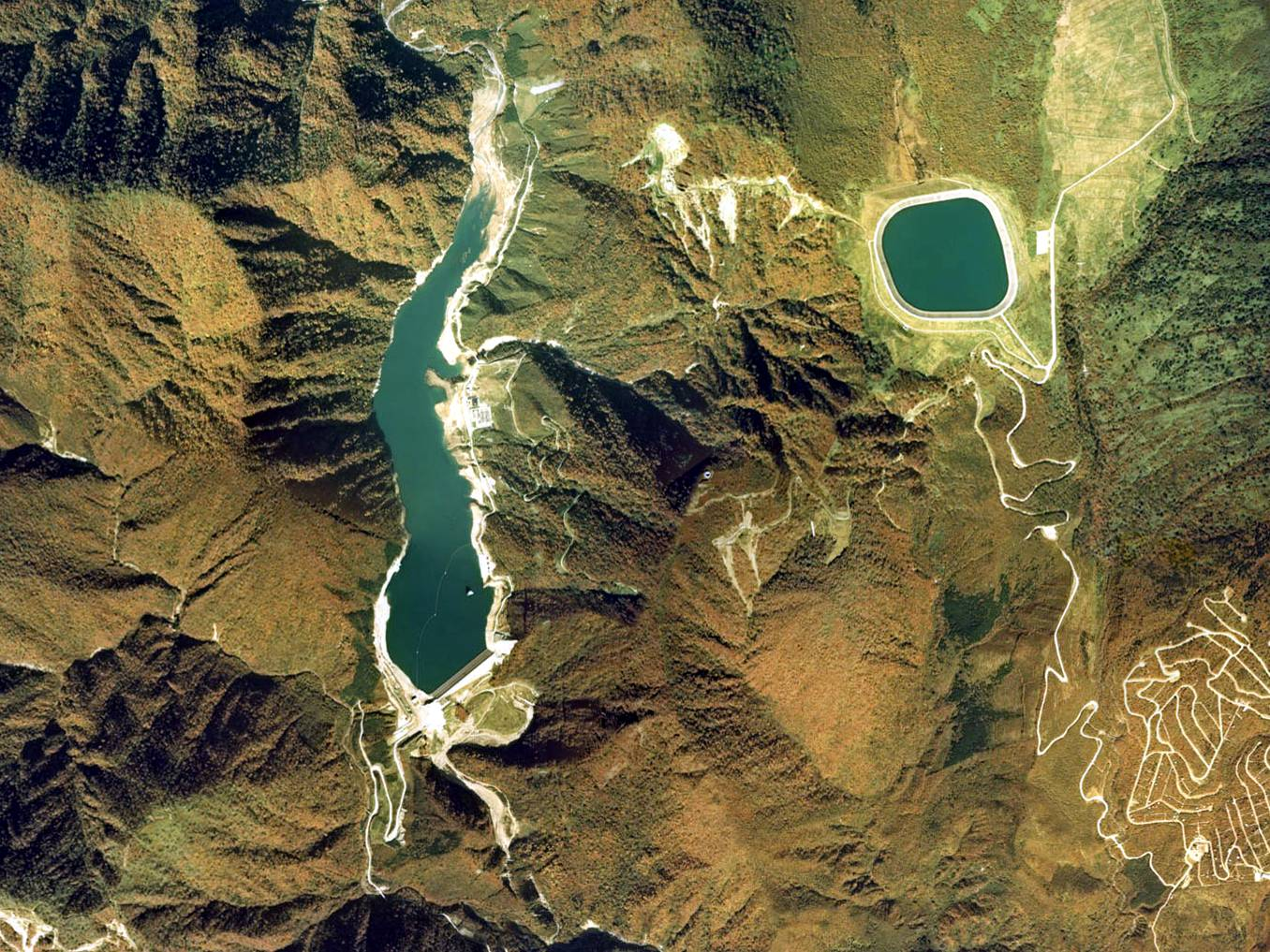
右・沼原ダムと左・深山ダム 出典・国土交通省、国土画像情報（カラー空中写真）
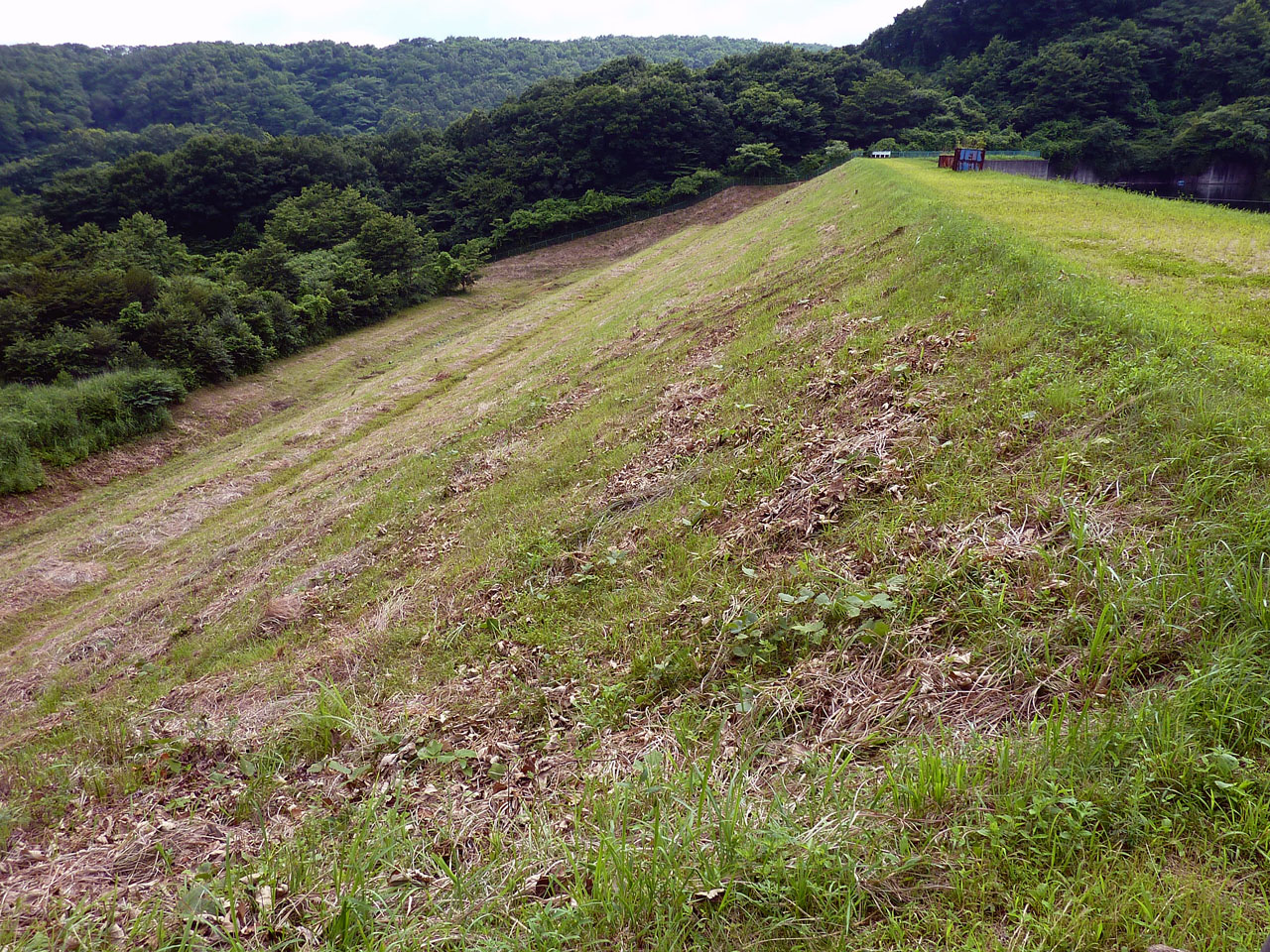
黒森ダム（黒川/大沢川）
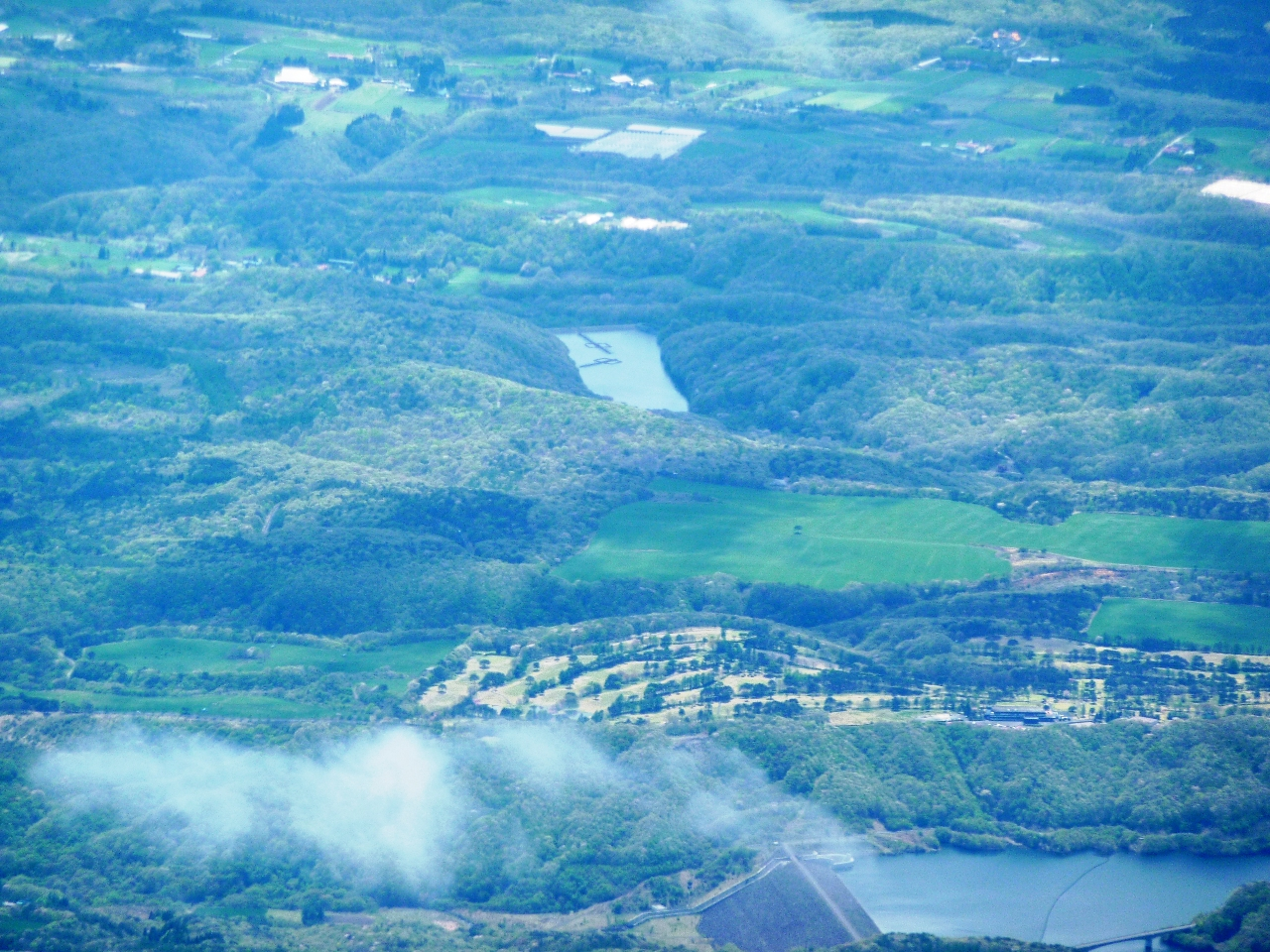
奥・黒森ダム、手前・堀川ダム（阿武隈川水系）
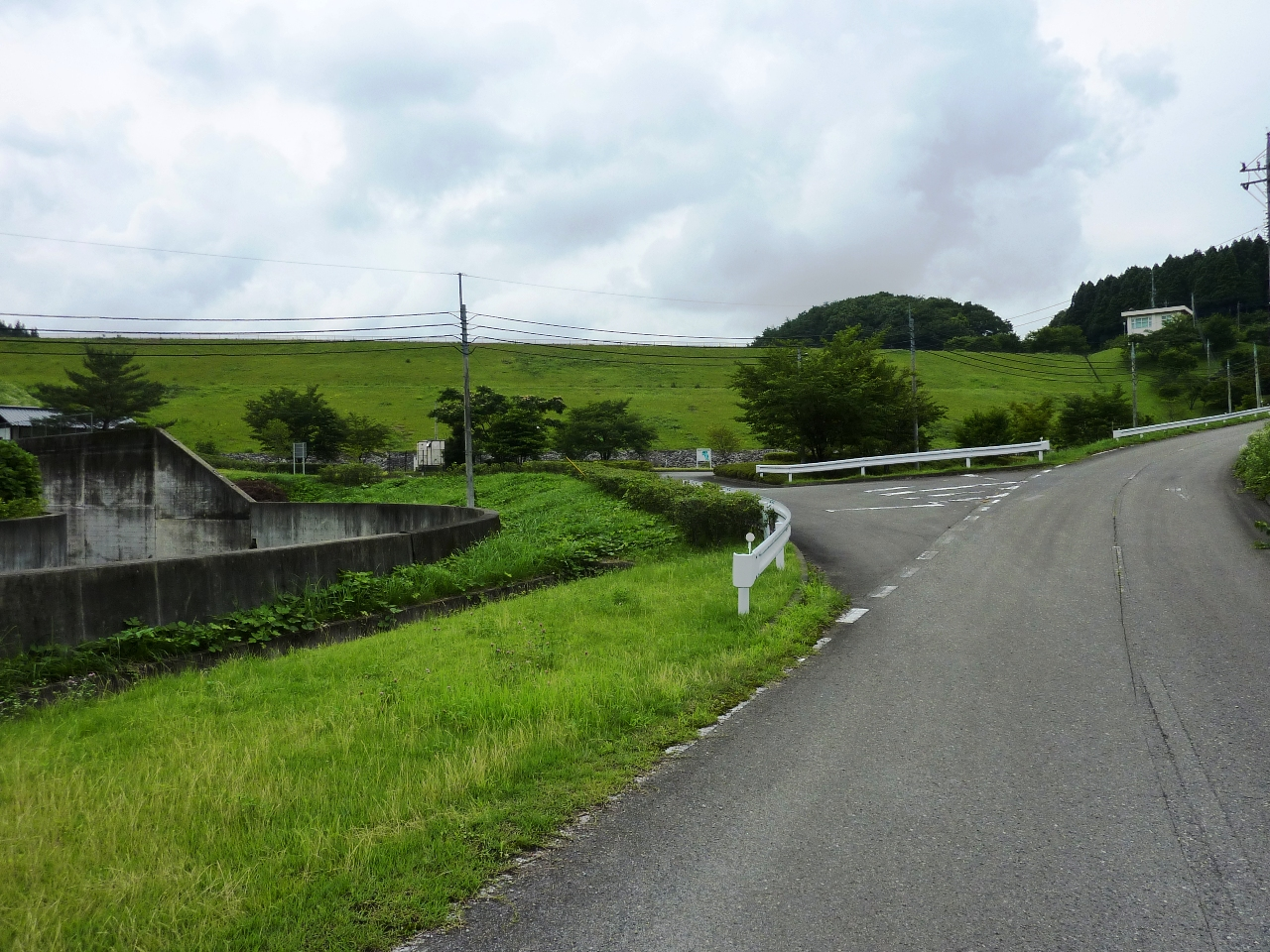
矢の目ダム（黒川/板敷川）
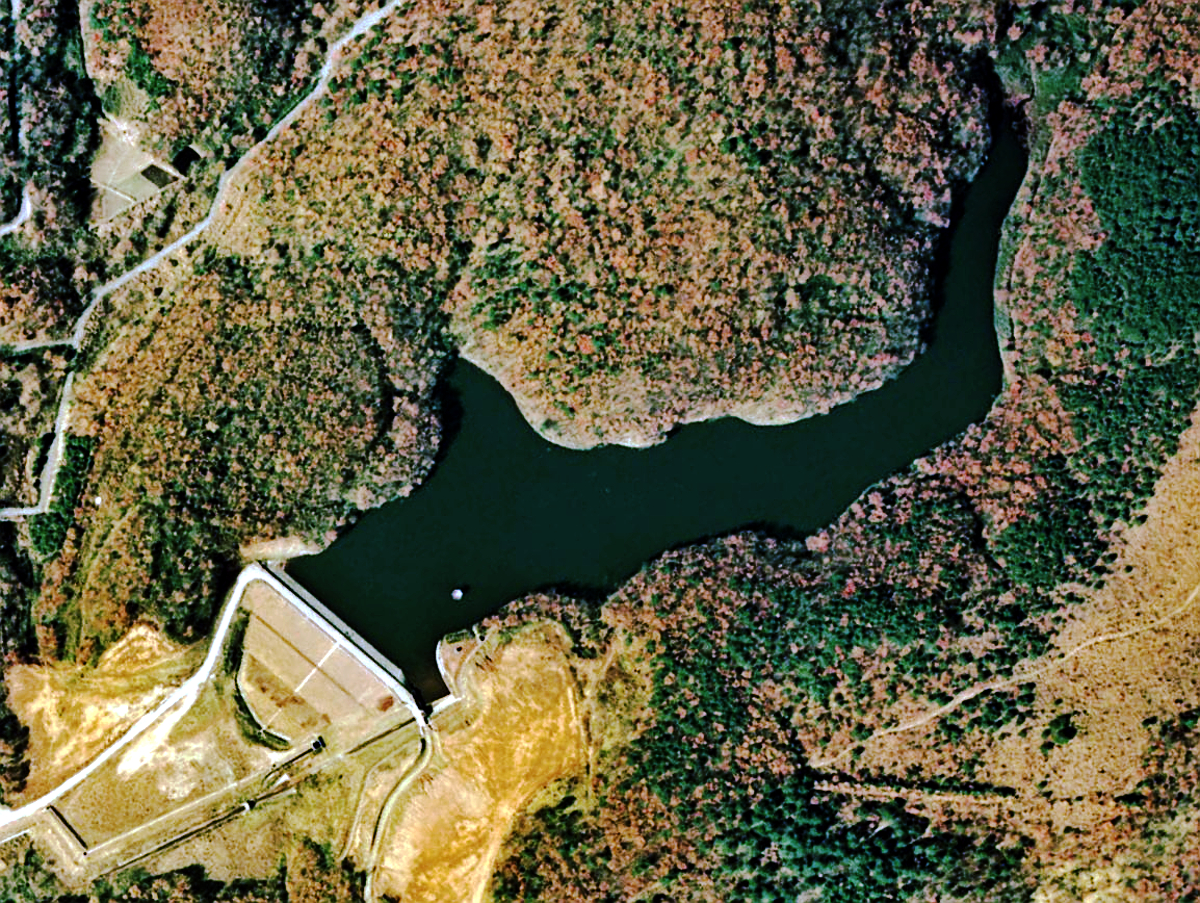
千振ダム（黒川/河道外） 出典・国土交通省、国土画像情報（カラー空中写真）
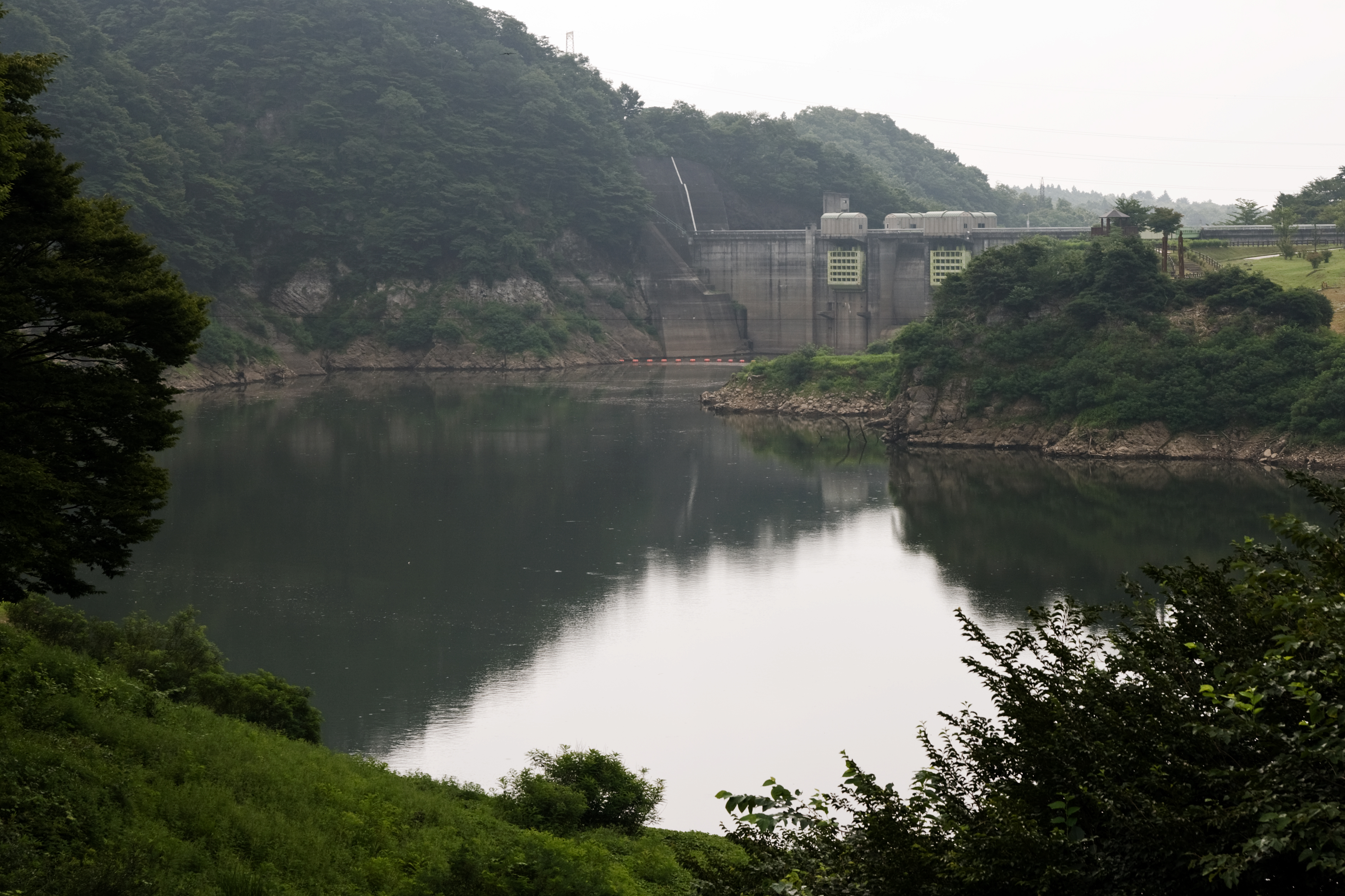
塩原ダム（箒川）
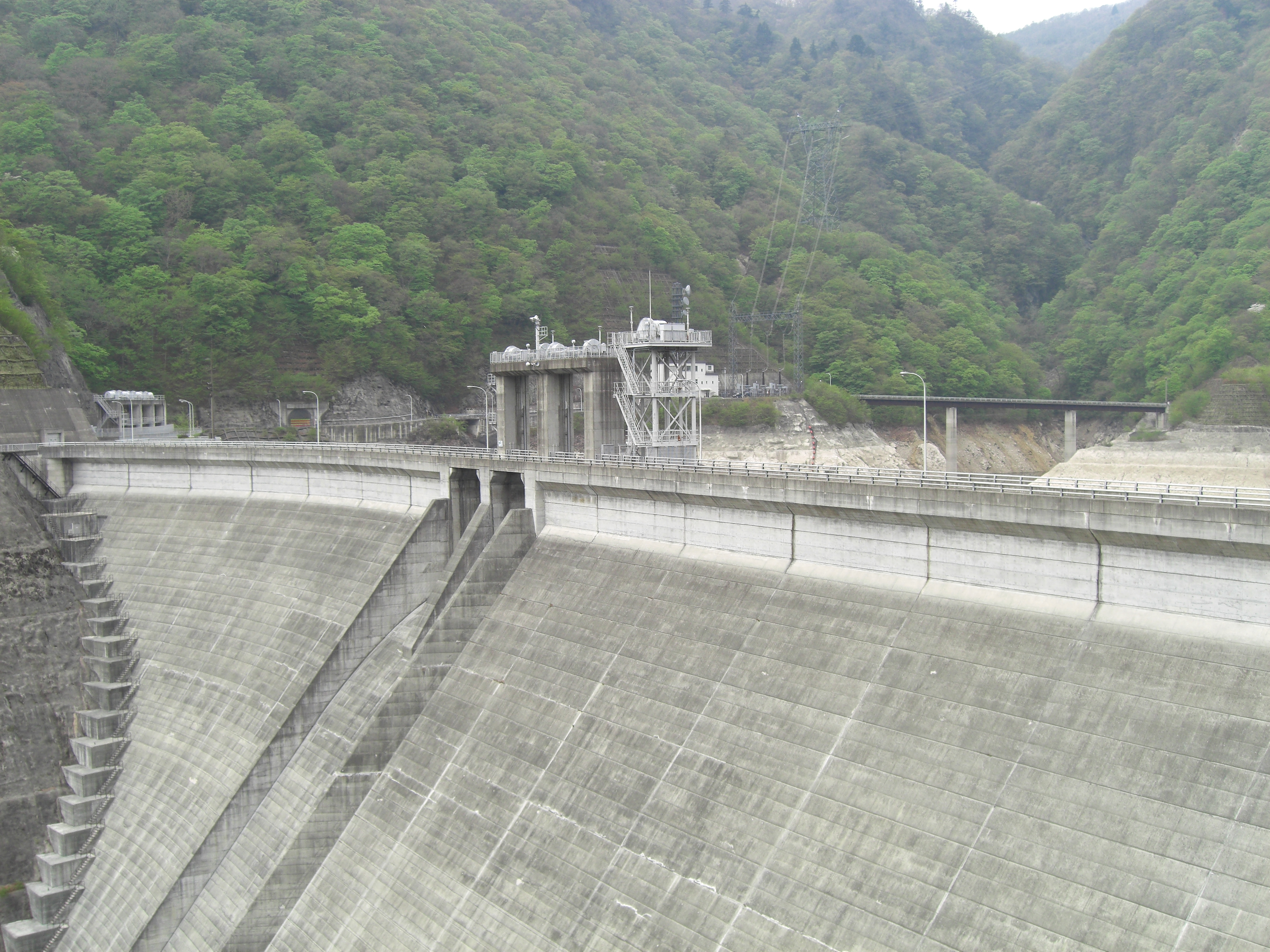
蛇尾川ダム（小蛇尾川）
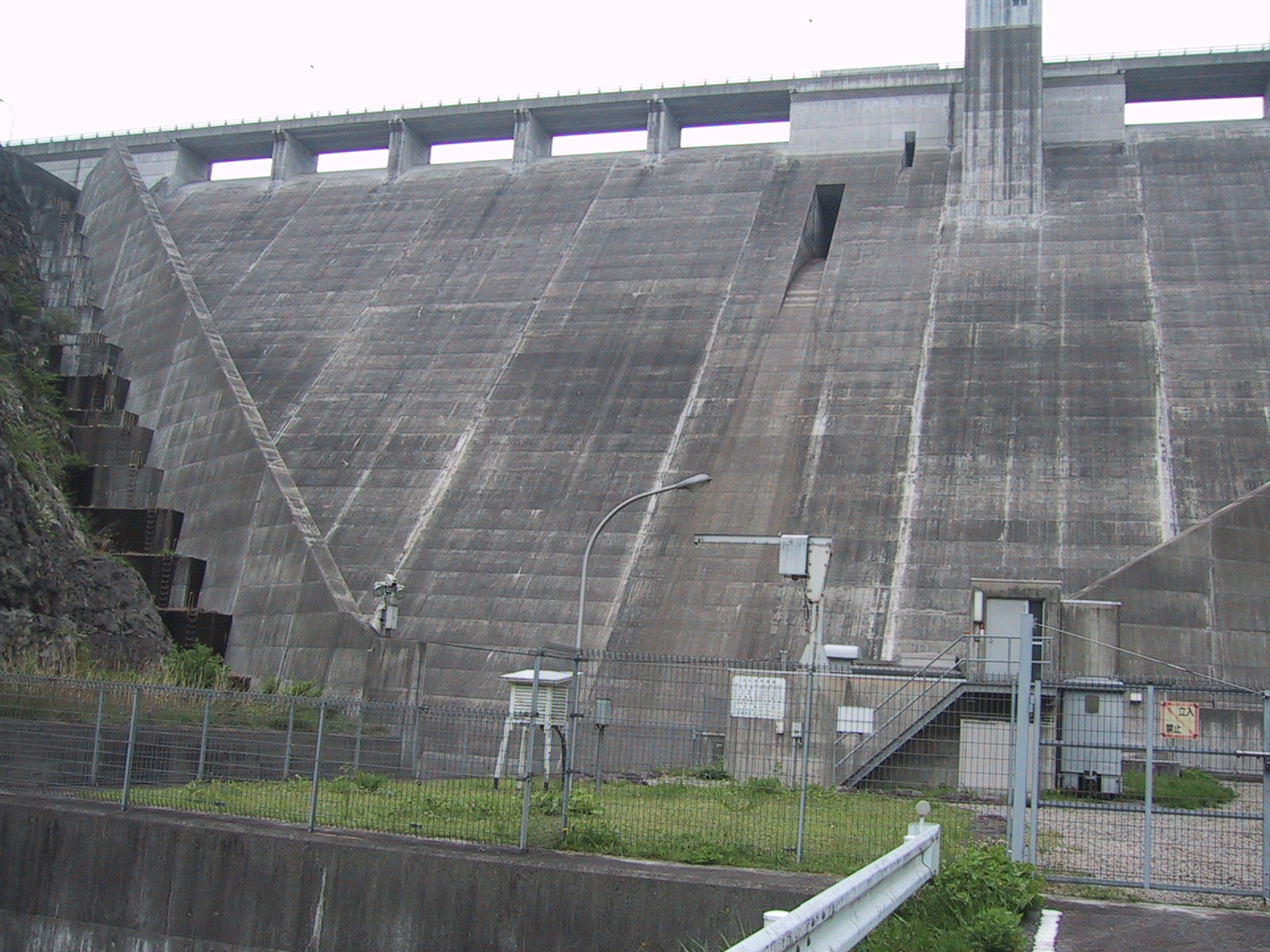
東荒川ダム（東荒川）
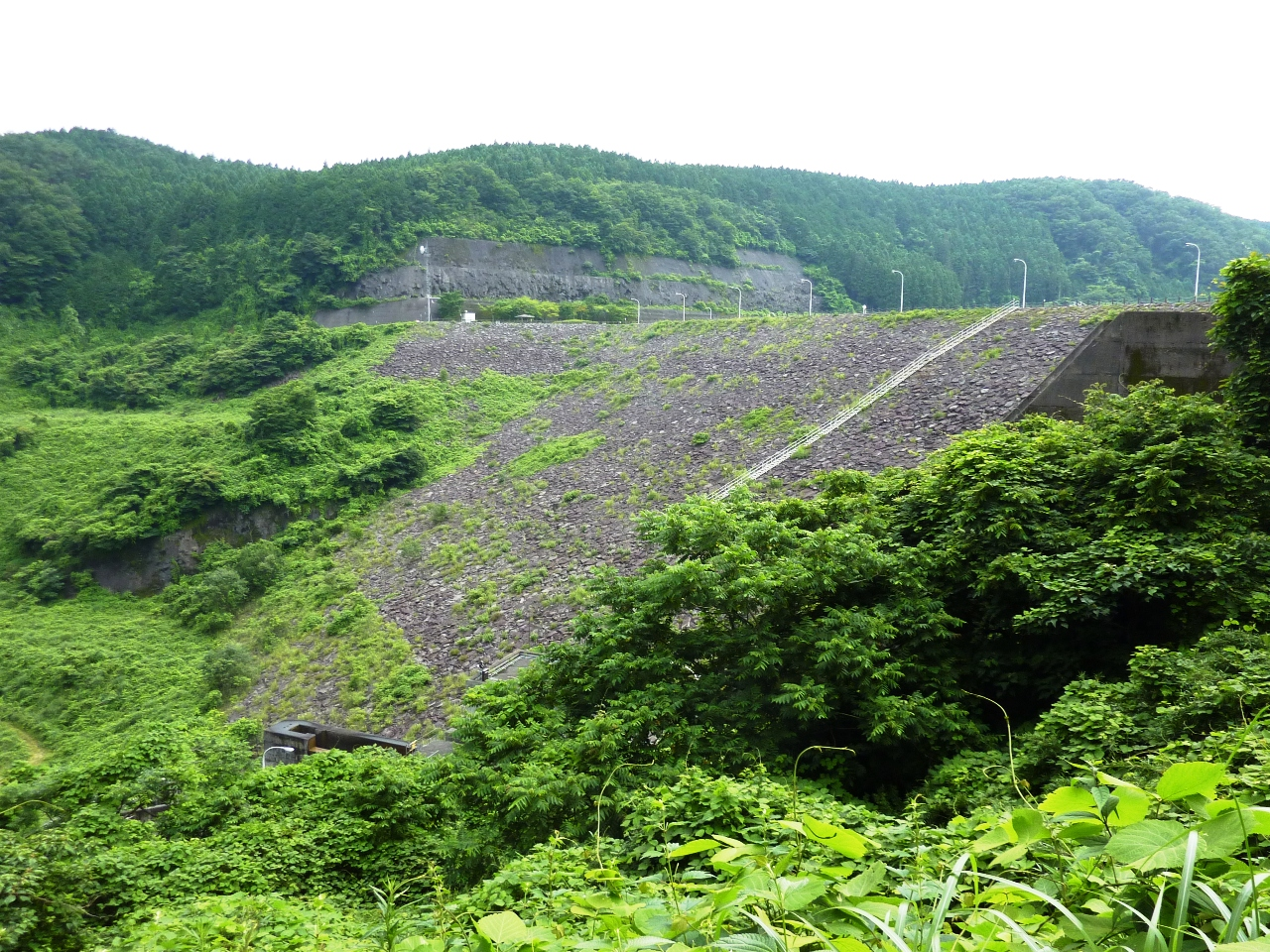
寺山ダム（宮川）
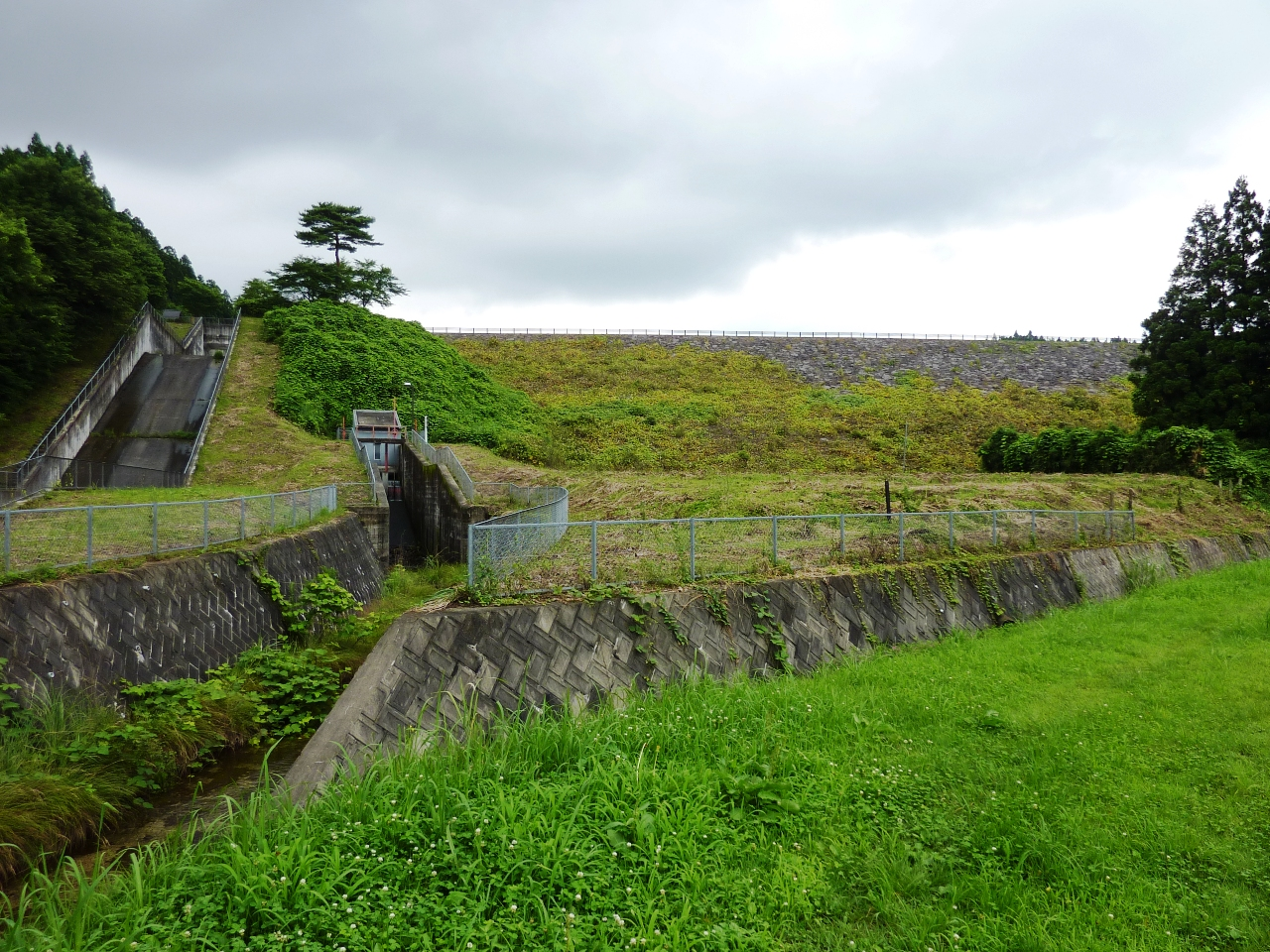
塩田ダム（簗目川）
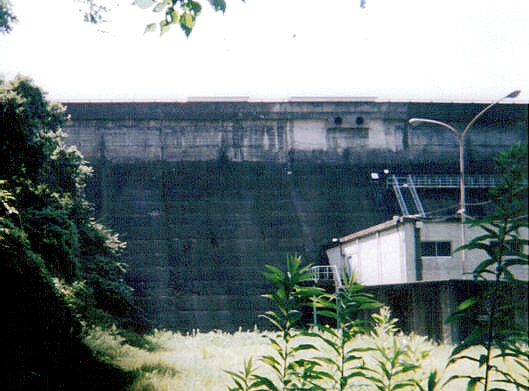
藤井川ダム（藤井川）
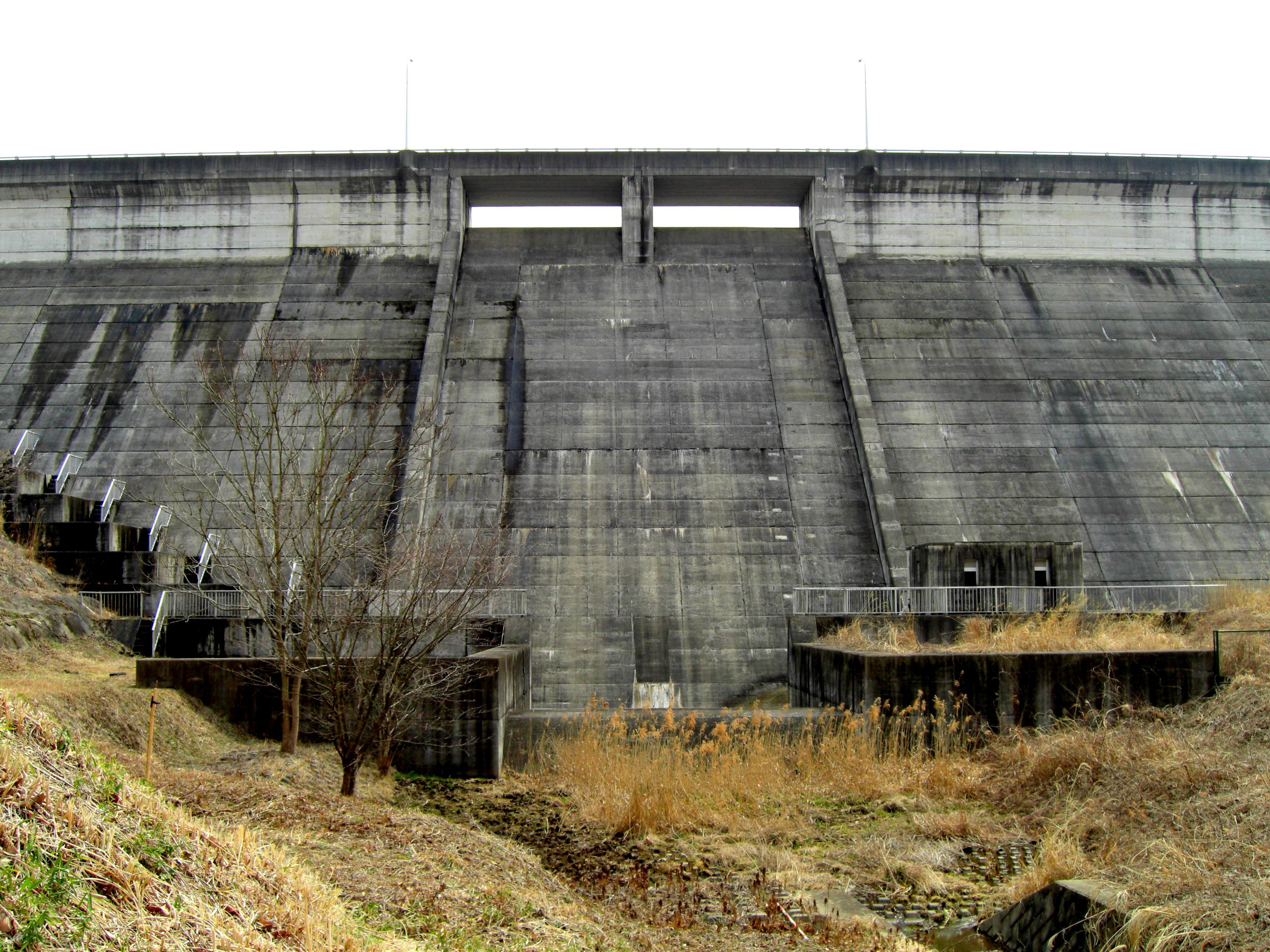
楮川ダム（楮川）
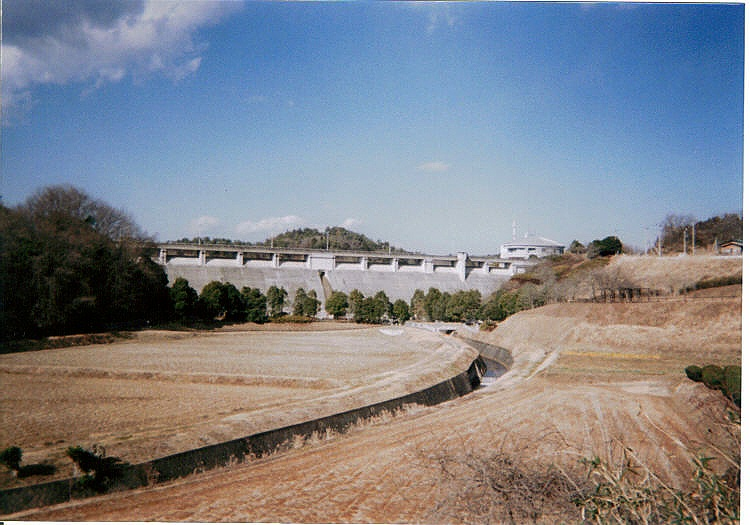
飯田ダム（飯田川）

## 橋梁
上流より記載
- 深山橋（栃木県道369号黒磯田島線）
- （深山ダム）
- やすらぎ橋
- 幾世橋（栃木県道266号中塩原板室那須線）
- 阿油沢橋（那須塩原市道板室油井線）
- 恒明橋（那須塩原市道西岩崎縦線）
- 那須高原大橋（栃木県道30号矢板那須線）
- りんどう大橋（那須塩原市道洞島青木線）
- 那珂川橋（東北自動車道）
- 晩翠橋（栃木県道55号西那須野那須線）
- 那珂川橋梁（東北新幹線）
- 那珂川橋梁（東北本線）
- 新晩翆橋（国道4号黒磯バイパス）
- あじさい橋（那須塩原市道鍋掛横3号線）
- 昭明橋（栃木県道60号黒磯棚倉線）
- 那珂川橋（栃木県道34号黒磯黒羽線）
- 那須黒羽大橋（国道294号）
- 黒羽橋（大田原市道中田原大輪線）
- 高岩大橋（大田原市道西崖線）
- 那珂川歩道橋（大田原市道黒羽向町23号線）
- 那珂橋（国道461号）
- 永昌橋（大田原市道北滝小船渡線）
- 湯殿大橋（栃木県道27号那須黒羽茂木線）
- 水遊園大橋（栃木県道298号小口黒羽線）
- 若鮎大橋（国道293号）
- 八溝大橋（那珂川町道久那瀬大桶線・八溝グリーンライン）
- 大松橋（那珂川町道松野大桶線）
- 富谷橋（那珂川町道富谷谷浅見線）
- 興野大橋（栃木県道27号那須黒羽茂木線）
- 境橋（栃木県道29号常陸太田那須烏山線）
- 烏山大橋（栃木県道12号那須烏山御前山線）
- 下野大橋（那須烏山市道野上下境線）
- 大瀬橋（栃木県道338号芳賀茂木線）
- 大藤橋（栃木県道27号那須黒羽茂木線）
- 新那珂川橋（国道123号）
- 御前山橋（茨城県道39号笠間緒川線）
- 那珂川大橋（国道123号）
- 大桂大橋（ビーフライン）
- 千代橋（茨城県道61号日立笠間線）
- 那珂西大橋（茨城県道356号城里那珂線）
- 那珂川橋（常磐自動車道）
- 国田大橋（茨城県道63号水戸勝田那珂湊線）
- 千歳橋（国道118号）
- 万代橋（国道349号）
- 水府橋（茨城県道232号市毛水戸線）
- 那珂川橋梁（水郡線）
- 寿橋（茨城県道253号水戸枝川線）
- 水戸大橋（国道6号水戸バイパス）
- 那珂川橋梁（常磐線）
- 勝田橋（茨城県道351号馬渡水戸線）
- 新那珂川大橋（国道6号東水戸道路）
- 湊大橋（国道245号）
- 海門橋（茨城県道108号那珂湊大洗線）